# Gephyromantis corvus
Gephyromantis corvus – gatunek madagaskarskiego płaza bezogonowego z rodziny mantellowatych (Mantellidae).

## Występowanie
To endemiczne stworzenie żyje jedynie w dwóch miejscach w środkowo-zachodnim Madagaskarze – w masywie Isalo i w masywie Makay.
Wysokość, na której można napotkać tego kręgowca, wynosi od dwustu do ośmiuset metrów nad poziomem morza. Płaz zasiedla suche lasy tropikalne, bytując w bliskości strumieni. Zasiedla też rzeki płynące w kanionach. Sporadycznie widywano go na sawannie. Dotychczas nie stwierdzono obecności gatunku na terenach zdegradowanych działalnością człowieka.

## Rozmnażanie
Przebiega w zbiornikach wodnych w pobliżu strumieni.

## Status
W Czerwonej księdze gatunków zagrożonych IUCN płaz ten od 2004 roku klasyfikowany jest jako gatunek zagrożony (EN, ang. Endangered).
Zwierzę wydaje się pospolite, jednakże jego liczebność obniża się.
Wśród zagrożeń wymienia się rozwój rolnictwa, osadnictwa i przemysłu, pozyskiwanie drewna czy pożary.
Zwierzę zamieszkuje Park Narodowy Isalo.